# 丘库纳克河
丘库纳克河（西班牙語：Río Chucunaque）是巴拿马图伊拉河的一条支流，位于达连省，与图伊拉河一起组成巴拿马最长的河流。